# Zalesie (gmina w powiecie oleckim)
Zalesie – dawna gmina wiejska istniejąca w latach 1945–1954 w woj. białostockim (dzisiejsze woj. warmińsko-mazurskie). Siedzibą władz gminy było Zalesie.
Gmina Zalesie powstała po II wojnie światowej na terenie tzw. Ziem Odzyskanych (tzw. IV okręg administracyjny – Mazurski). 25 września 1945 roku gmina – jako jednostka administracyjna powiatu oleckiego – została powierzona administracji wojewody białostockiego, po czym z dniem 28 czerwca 1946 roku weszła w skład woj. białostockiego. Według stanu z 1 lipca 1952 roku gmina była podzielona na 13 gromad: Borki, Dunajek, Dybowo, Gajrowskie, Gryzy, Jelonek, Jurki, Kije, Mazury, Połom, Rogojny, Wronki i Zalesie.
Gmina została zniesiona 29 września 1954 roku wraz z reformą wprowadzającą gromady w miejsce gmin. Jednostki nie przywrócono 1 stycznia 1973 roku po reaktywowaniu gmin.